# ذلب فيشري
ذلب فيشري (الاسم العلمي:Sansevieria fischeri) هو نوع من النباتات يتبع جنس الذلب من الفصيلة الهليونية.